# Klenotnice (Nová Paka)

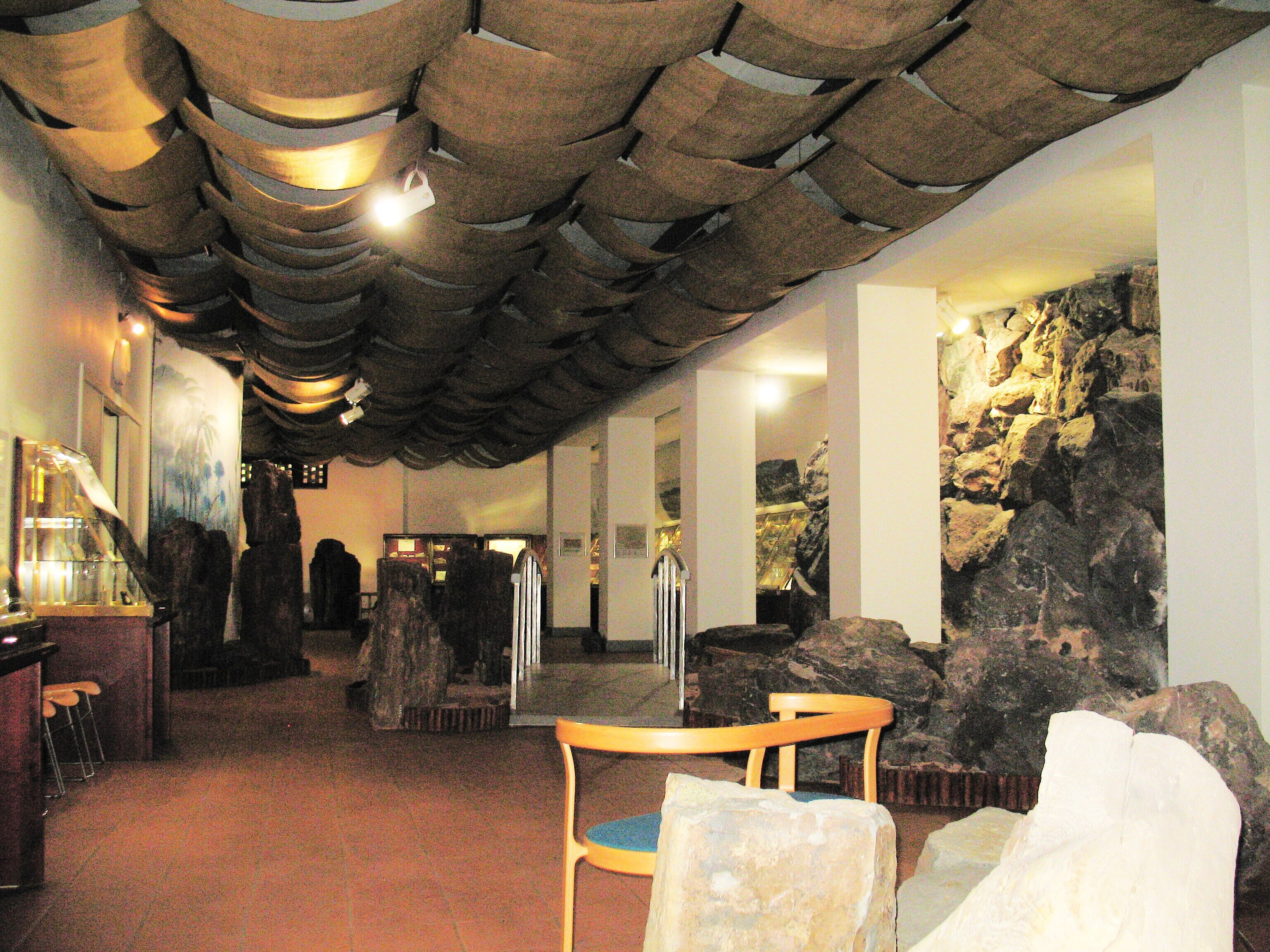
Expozice v přízemí Klenotnice, věnovaná geologickému vývoji Země

Klenotnice je samostatnou částí Městského muzea v Nové Pace (okres Jičín, Královéhradecký kraj). Byla zřízena pro prezentaci přírodovědných sbírek novopackého Městského muzea, které obsahují více než 6 500 exponátů hornin, minerálů a zkamenělin převážně z okolí Nové Paky a Podkrkonoší.

## Historie
Základ mineralogických a petrografických sbírek novopackého muzea tvoří exponáty ze soukromých a školních sbírek, vytvářených již od poloviny 19. století, přičemž tyto sbírky jsou neustále doplňovány. Aby tyto obsáhlé sbírky mohly být náležitě uloženy a vystaveny, byl pro ně vystavěna samostatná budova Klenotnice, který byla otevřena v roce 1996. V letech 2010–2012 prošel celý objekt rozsáhlými stavebními úpravami. Během těchto úprav byl vybudováním výtahu zajištěn bezbariérový přístup do všech pater Klenotnice a byly také výrazně rozšířeny výstavní prostory. V přízemí bylo navíc zřízeno informační centrum.

## Sbírky

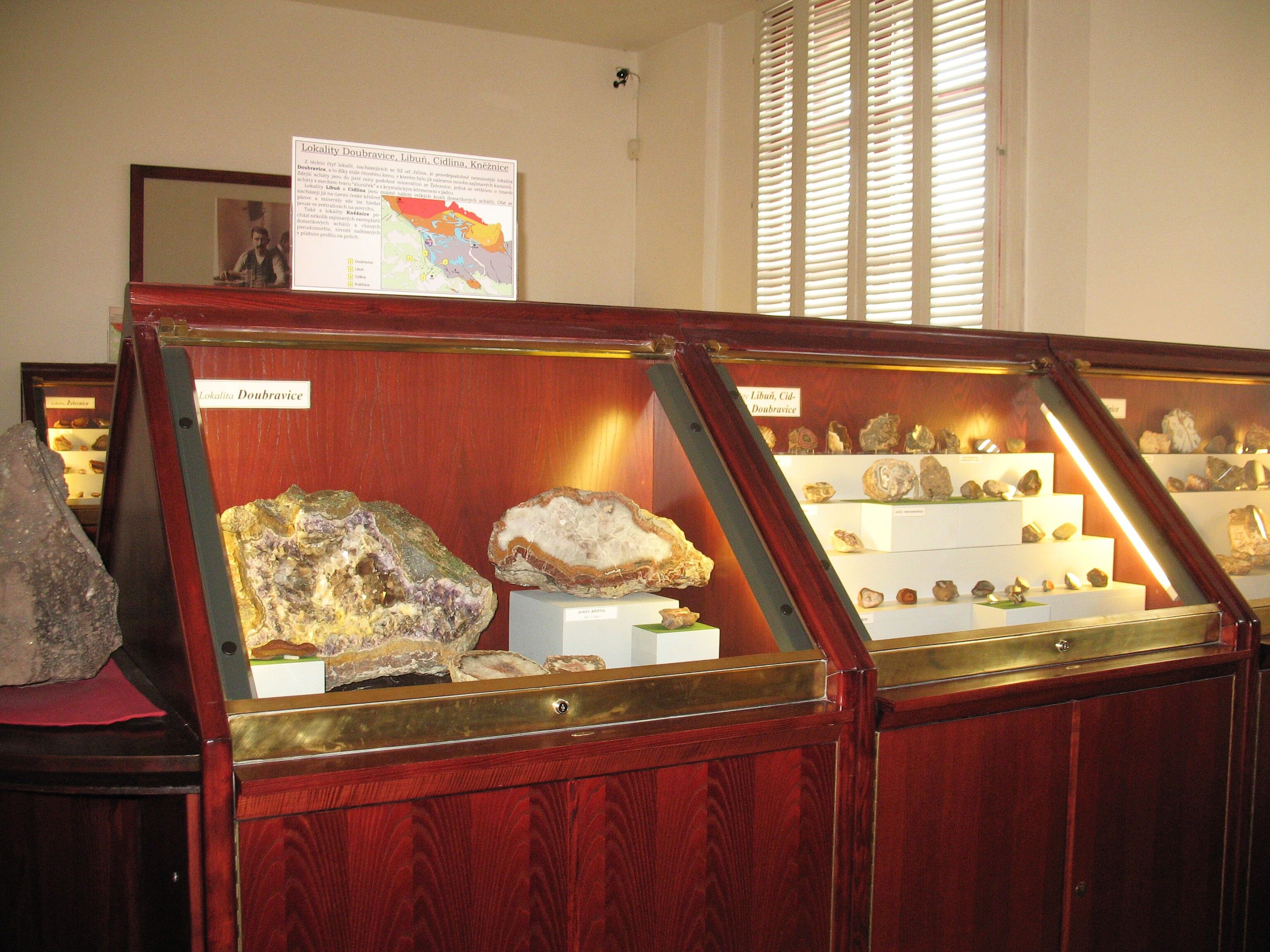
Acháty z doubravického lomu a z přilehlých lokalit ve sbírkách Klenotnice

Sál v přízemí Klenotnice je vyhrazen geologickému vývoji Země, dokumentovanému pomocí četných petrografických a paleontologických exponátů, pocházejících zejména z oblasti Podkrkonoší. Nikoli nepodstatnou část těchto exponátů představují ukázky zkamenělých rostlin – araukaritů, jejichž nálezy je Novopacko proslulé. Součástí výstavy je též expozice vulkanismu, doplněná příslušnými ukázkami a mapou geologického podloží Podkrkonoší.
První poschodí Klenotnice je zaplněno sbírkami drahých kamenů, vytvářenými na Novopacku v průběhu řady let a doplněnými o dary od soukromých sběratelů. Mezi exponáty převažují acháty, ametysty a jaspisy, případně další křemité hmoty z Podkrkonoší. Ve sbírkách jsou pomocí jednotlivých ukázek dokumentovány známé mineralogické lokality v této oblasti, jako je Libuň, Doubravice, Kněžnice, Cidlina, Železnice, Morcinov, Levín, Stará Paka, Rovně, Kozákov, Kumburský Újezd a další. Mezi zvláštní zajímavosti patří vzorky hvězdového křemene (hvězdovce) z evropsky významného naleziště na vrchu Strážník u Peřimova. V expozici jsou i ukázky achátů z některých světových lokalit.
Expozice v nejvyšším poschodí objektu Klenotnice patří specifickému fenoménu kultury a života obyvatel Podkrkonoší – historii spiritismu v této oblasti Čech.

## Dostupnost
Budova Klenotnice se nachází přímo v centru města, jen pouhých asi 130 metrů od zastávky Nová Paka město na železniční trati Chlumec nad Cidlinou – Stará Paka –Trutnov.